# 元素有机高分子
元素有机高分子，亦称为元素有机聚合物，为聚合物主链不含有碳原子，主要由硅、硼、铝、氧、氮、磷和硫等原子构成，但侧基中含有有机基团的聚合物。如有机硅橡胶，其主链为硅氧链，侧基为甲基、乙基等。